# موزه دهه سی

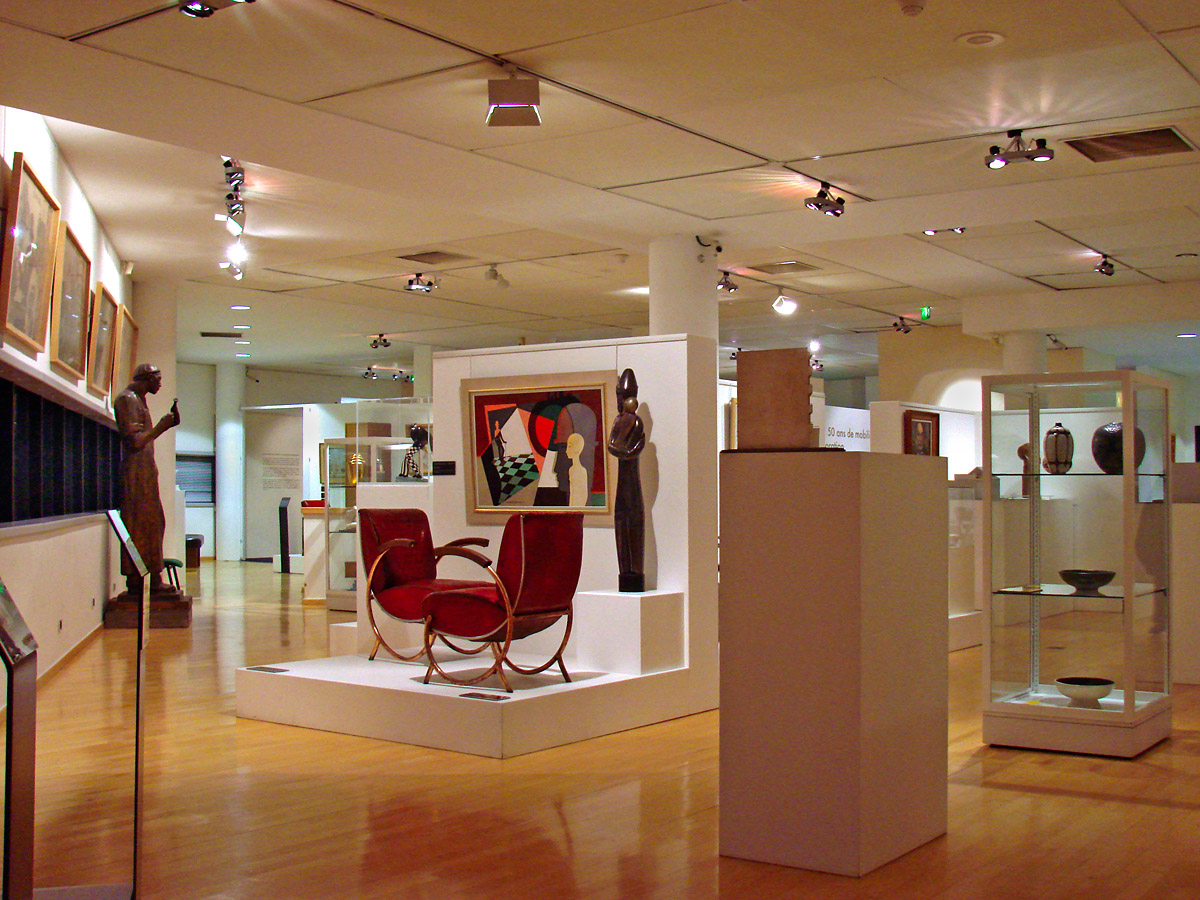
نمای داخلی موزه (۲۰۰۹)

موزه دهه سی (موزه دهه ۱۹۳۰) یک موزه وابسته به شهرداری است که به هنرهای زیبا، هنرهای تزئینی و هنرهای صنعتی دهه ۱۹۳۰ اختصاص دارد. این موزه در اسپیس لندوفسکی ۲۸، خیابان آندره موریزه، بولونی-بیانکور، حومه غربی پاریس، فرانسه واقع شده‌است. موزه همه روزه به جز دوشنبه‌ها و روزهای تعطیل باز است. نزدیکترین ایستگاه متروی پاریس، مارسل سمبات در خط شماره ۹ است.
این موزه در سال ۱۹۳۹ توسط دکتر آلبرت بزانسون آغاز به کار کرد. پس از مرگ او در سال ۱۹۸۳، موزه روی جمع‌آوری آثار دهه ۱۹۳۰ متمرکز شد و در سال ۱۹۹۴ به اسپیس لندوفسکی منتقل شد و نام کنونی آن به آن داده شد. اکنون ۳۰۰۰ متر مربع فضای نمایشگاهی را فراهم می‌کند.
امروزه، این موزه حدود ۱۵۰۰ مجسمه، ۸۰۰ نقاشی و ۲۰۰۰۰ طراحی، به علاوه مبلمان، سرامیک، پوستر و اسناد اصلی را در خود جای داده‌است. همچنین شامل تعدادی آثار آفریقایی و خارجی از موزه ملی سابق هنرهای آفریقا و اقیانوسیه و همچنین آثاری از معماران لوکوربوزیه، تونی گارنیه، آندره لورکات، رابرت مالت-استیونز، آگوست پره و ژان پرووه است. طراحان امیل-ژاک رولمان و ژول للو؛ و ساکنان قابل توجه از جمله آندره مالرو.